# Парадигма Фриша — Слуцкого
Парадигма Фриша — Слуцкого (англ. Frisch-Slutsky paradigm) — парадигма в исследовании экономических циклов, в основе которой лежит различие между шоком, провоцирующим цикл, и механизмом его распространения в экономике. Парадигма названа по именам Рагнара Фриша и Евгения Слуцкого. Парадигма является общепринятой в современной макроэкономике.

## Описание
В парадигме Фриша — Слуцкого проводится различие между шоком, инициирующем экономический цикл, и механизмом его распространения. Под шоком понимается любое событие, которое может вывести экономику из состояния долгосрочного равновесия. Шок является экзогенным событием, то есть внешним по отношению к самой экономике. Он не вытекает из её внутренних процессов. По этой причине шоки трудно предсказывать, опираясь только на данные об экономической динамике. Примерами таких шоков могут служить следующие события:
- торговые войны и торговые эмбарго (Нефтяной кризис 1973 года);
- эпидемии (Пандемия COVID-19);
- стихийные бедствия (Землетрясение в Сан-Франциско (1906)) и т. д.

В результате сами циклы выглядят как результат случайного процесса. Их амплитуда и периодичность не подчиняются каким-либо строгим закономерностям, поскольку они зависят от силы и времени случайного экзогенного шока. Поэтому в литературе отмечается, что термин «цикл» не является корректным. Правильнее говорить о колебаниях, или флуктуациях экономики (англ. fluctuations).
В отличие от шока механизм его распространения поддается изучению, так как структура экономики достаточно универсальна. Поэтому колебания разных макроэкономических переменных находятся в устойчивых соотношениях. Благодаря этому факту можно формулировать теории циклов и проверять их на данных.
Шоки не обязательно являются результатами больших событий. Они могут быть также и результатам сложения более мелких событий, которые взаимно усиливают друг друга.

## Эксперимент Слуцкого
Во время работы в Конъюнктурном институте при Наркомате финансов Союза ССР Слуцкий проделал следующий эксперимент. Он взял последние цифры в номерах выигрышных облигаций государственного займа и тем самым получил ряд случайных чисел. Пользуясь этим рядом, он рассчитал скользящую сумму. Суммировались десять чисел, начиная с первого, потом со второго и т. д. Случайные числа служили аналогом шоков за некоторый период времени. Значения скользящей средней были нанесены на график, который напоминал поведение ряда реальных экономических показателей. Например, индекса английской конъюнктуры в 1855—1877 гг.

## Использование в исследованиях цикла
Одну из первых моделей с использованием идей Слуцкого написал Рагнар Фриш, поэтому парадигма носит имена Фриша и Слуцкого.
В современной макроэкономике парадигма была впервые использована Финном Кидландом и Эдвардом Прескоттом при построении модели реальных деловых циклов. За эти исследования они были удостоены Премии по экономике памяти Альфреда Нобеля в 2004 году. В теории реальных деловых циклов источником шока служат случайные колебания общей факторной производительности или государственных расходов.
{\displaystyle \log A_{t}={\bar {A}}+gt+{\tilde {A_{t}}}},
где {\displaystyle A_{t}} — общая факторная производительность; {\displaystyle {\bar {A_{t}}}+gt} — трендовая компонента общей факторной производительности; {\displaystyle {\tilde {A_{t}}}} — отклонения общей факторной производительности от трендовой компоненты.
Отклонения общей факторной производительности от трендовой компоненты подчиняются авторегрессионному процессу первого порядка:
{\displaystyle {\tilde {A_{t}}}=\rho _{A}{\tilde {A}}_{t-1}+\varepsilon _{A,t}},
где {\displaystyle \rho _{A}\in (-1,1)} — коэффициент авторегрессии; {\displaystyle \varepsilon _{A,t}} — случайная ошибка (белый шум).
Аналогичным образом могут быть представлены и колебания государственных расходов.

## Детерминистские теории
В истории экономической науки существовали детерминистские теории цикла. Например, теория длинных волн Кондратьева. Эти теории пытались найти причины циклических колебаний внутри самой экономики, то есть объяснить их эндогенными, а не экзогенными причинами. Такие теории считаются устаревшими. Начиная с 1980-х годов, разрабатывались современные теории эндогенных циклов, включающие в себя также и элементы случайности, однако в макроэкономических исследованиях они не используются.